# Furan
Furan je heterociklična organska spojina, ki jo sestavlja petčlenski aromatski obroč s štirimi atomi ogljika in enim atomom kisika. Furani se imenujejo tudi spojine, ki vsebujejo takšne obroče. Nastane običajno pri termolizi snovi, ki vsebuje pentozo, celuloznih trdnih snovi, posebej borovega lesa. Furan je brezbarvna, vnetljiva, izjemno hlapljiva tekočina z vreliščem blizu sobne temperature. Je strupen, morda tudi rakotvoren. S katalitsko hidrogenacijo (glej redoks reakcija) furana, s paladijem v vlogi katalizatorja, dobimo tetrahidrofuran.

## Zgodovina
Ime furan izhaja iz latinske besede furfur, ki pomeni otrobe. Prvi opis derivata furana je bila 2-furojska kislina, ki jo je Carl Wilhelm Scheele opisal leta 1780. Leta 1831 je Johann Wolfgang Döbereiner poročal o drugem pomembnem derivatu, furfuralu, ki ga je čez devet let podrobneje opisal John Stenhouse. Furan sam je kot prvi pripravil Heinrich Limpricht leta 1870, čeprav mu je rekel tetrafenol.